# Skållav
Skållav (Psoroma hypnorum) är en lavart som först beskrevs av Martin Vahl, och fick sitt nu gällande namn av Samuel Frederick Gray. Skållav ingår i släktet Psoroma och familjen Pannariaceae.  Utöver nominatformen finns också underarten paleaceum.

## Källor

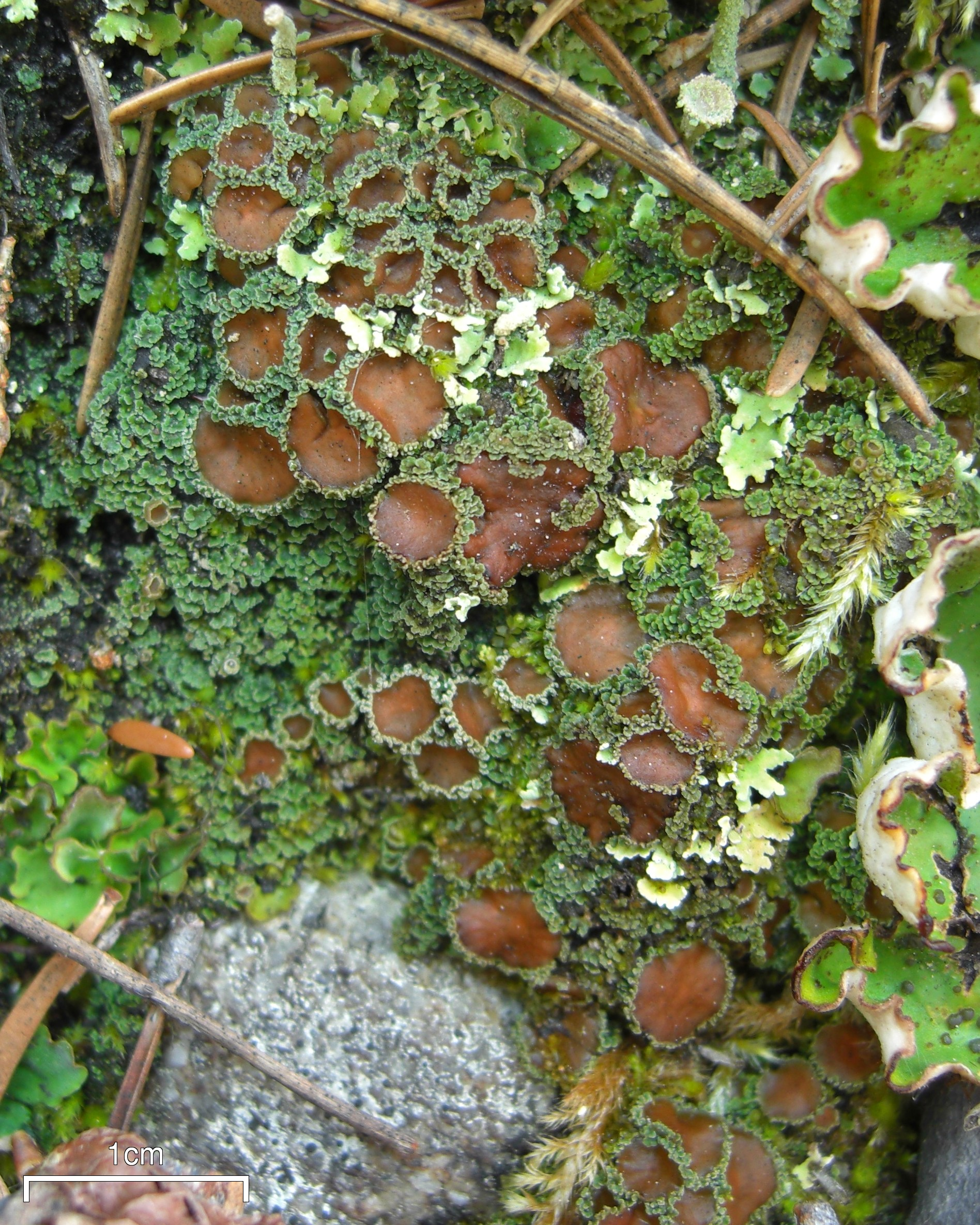